# Nicolas Joly
Pour les articles homonymes, voir Joly.
Nicolas Joly, né le 11 juillet 1812 à Toul et mort le 17 octobre 1885 à Toulouse, est un zoologiste, botaniste et physiologiste français.
Il est docteur en sciences naturelles, zoologie et botanique (1840), et en médecine (1851), professeur de zoologie à la faculté des sciences de Toulouse (1840-1878) et de physiologie humaine à l'École de médecine et de pharmacie. Il est correspondant de l'Académie des sciences, élu en 1873 et aussi conseiller municipal de Toulouse.

## Biographie
Le 17 décembre 1812 naît Nicolas Joly à Toul (Lorraine) alors occupée par la Prusse, fils de Marie Grenery et Nicolas Joly (qui lui donne son prénom). Il tient sa ténacité et sa grande capacité de travail de sa mère : 

« J’étais au collège à Toul à une époque de l’année où mes condisciples avaient sur moi une grande avance. Ils connaissaient assez bien les éléments de la langue latine pour pouvoir traduire de courtes phrases françaises, tandis que moi, pauvre diable, je savais à peine décliner Dominus et Rosa. Néanmoins, j’étais obligé de faire chaque jour le devoir que nous donnait le professeur pour le lendemain. Ce travail était pour moi très pénible et sans aucun profit ; car outre que j’ignorais les règles les plus simples de syntaxe latine, je ne savais pas chercher les mots dans un dictionnaire. Témoin journalier de mon embarras, ma pauvre mère, qui n’en savait pas plus long que moi, s’impose la tâche de chercher les mots français pour les traduire en latin. Mais quelque active, quelque prolongée que fût la recherche, notre réussite était un pur effet du hasard. Souvent, nous tournions les feuillets du Dictionnaire depuis 1 jusqu’à Z, et nous considérions la chance comme merveilleuse quand nous avions trouvé le mot cherché. »

En 1830, il part pour Montpellier alors âgé de 18 ans. Un an plus tard, en 1831, il enseigne l’allemand au collège de Montpellier où il obtient peu après, à la Faculté des Sciences de la même ville, une licence en Sciences naturelles. Il se révélera par la suite polyglotte, parlant en plus de l’allemand, l’anglais, l’italien et l’espagnol, étudiant même le sanscrit, disant « quand on peut penser en une langue, c’est comme si on acquérait une âme nouvelle ».
Le 17 décembre 1835, il épouse Louise Aminthe de Saisset avec qui il a six enfants.
L’année 1840 est très dense pour lui : il obtient d’abord son doctorat en Sciences naturelles, spécialité botanique. Cette thèse contredisant les théories de son directeur, manque de finir jetée au feu. Il passe l’agrégation à Paris la même année où il est classé premier. Toujours en 1840, à la suite de cette réussite, il est chargé de cours de géologie-minéralogie à la faculté des sciences de Toulouse, la chaire étant restée vacante après le départ de Félix Dujardin.
Gaston Astre nous parle des années qui suivent :

« Il y eut aussi l’histoire de la girafe : tout Toulouse en parla à l’époque et ce fut un événement qui alimenta, de longtemps, les conversations méridionales. Un beau spécimen de cet animal avait été amené, vivant, dans notre ville aux environs de 1840 : une telle bête avait été rarement vue en Europe, au point qu’on traçait l’histoire de tous les individus qui avaient été introduits dans notre continent. Le distingué zoologiste Joly profita de sa mort pour en étudier l’organisation anatomique. En 1844, il publia à ce sujet un intéressant mémoire [...]. Mais évidemment, au lieu des palmiers et des hautes herbes de ses brousses natales, la girafe devait regarder d’un œil à la fois dépaysé et désabusé les peintures ou les sculptures au milieu desquelles on l’avait inconsidérément introduite.
Aussi le mémoire de Joly se termine, avec beaucoup d’à-propos, par ces quelques mots : « Nous nous permettrons d’exprimer un vœu… c’est de voir l’individu, qui a été provisoirement placé dans une galerie du Musée, occuper bientôt un local plus en harmonie avec sa vraie destination. Parallèlement à l’effort systématique de Noulet, aucun des savants de notre ville ne manquaient une occasion de plaider en faveur du Muséum désiré. Il paraît d’ailleurs que le succès de curiosité amena autour, de la girafe empaillée, une foule de visiteurs : on en parla plus que jamais. Et les tableaux pendus aux murs ne durent pas assister, sans quelque sentiment de jalousie et de dépit, à cette éclipse de leur réputation devant celle de l’intruse, qui était ainsi venu les déranger de leur calme olympien. »

Aujourd’hui, cette même girafe observe les lecteurs de la bibliothèque Cartaillhac du Muséum de Toulouse.
En 1842, à la suite du départ d’Armand de Quatrefages pour Paris, il est nommé à la chaire de zoologie de la faculté des sciences de Toulouse où il enseignera pendant 36 ans.
En 1951, il obtient un doctorat de médecine, certainement à la faculté de médecine de Montpellier, titré Tout être vivant est nourri par le même aliment dans l’œuf.
Un an après, il collabore avec Édouard Filhol pour écrire Recherches sur le lait primées par l’Académie royale de médecine de Bruxelles. En 1857, il est chargé de cours d’anatomie et de physiologie à l’École préparatoire de médecine et pharmacie de Toulouse, il ouvre son cours en disant : « Parce que le principe qui met en jeu les organes est immatériel, est-ce une raison de refuser d’étudier leurs actions ? Expliquer le mécanisme n’est pas nier la cause »[réf. nécessaire].
1859 est une année décisive : l’Institut de France propose comme sujet annuel pour son concours « les générations spontanées ». Cette même année, Darwin publie son ouvrage fondateur De l’origine des espèces, on est en plein questionnement sur l’évolution. Le sujet sur « les générations spontanées » pose la question de « l’hétérogénie », deux thèses s’opposent : Louis Pasteur, qui invalide l’hétérogénie, soutient que tous les êtres sont issus d’êtres antérieurs, que le lien de parenté est incontournable ; Nicolas Joly, qui défend l’hétérogénie, soutient qu’il existe des cas particuliers, des êtres, organismes naissant à partir de la vie environnante sans lien de parenté directe. L’Institut de France donne raison à Pasteur. Cette même année, il est professeur adjoint d’anatomie et de physiologie à l’École préparatoire de médecine et de pharmacie.
Mais le débat sur « les générations spontanées » gagne la société en 1864 et Nicolas Joly, décrié, est contraint de se défendre :

« Nous n’avons jamais pensé, comme on l’a fait croire à quelques âmes, dévotes et timides, que la spontanéité fût la loi générale de la vie, et que cette loi s’applique au lion, à l’éléphant, à l’homme, comme à l'animalcule dont la petitesse échappe à nos idées. […] Oui, tout est bien dans l’univers, tout est réglé par des lois admirablement sages ; l’ordre est dans le désordre, et de la mort naît la vie. C’est nous qui dérangeons l’équilibre, c’est nous qui attirons sur nos têtes tous les fléaux dont nous accusons l’éternelle providence ? »

En 1870, alors qu’Édouard Filhol en est le directeur, il est nommé professeur titulaire de physiologie à l’École préparatoire de médecine et pharmacie. En 1878, il est professeur émérite et prend sa retraite. En 1885, il parle encore de l’affaire des « générations spontanées » non sans amertume :

« M. Pasteur a eu sur moi l’avantage immense de pouvoir continuer, étendre, varier ses recherches dans la voie nouvelle où il était entré et qui, nous le reconnaissons sans hésiter, l’a conduit à de merveilleux résultats, trop merveilleux, peut-être trop vantés, surtout par les prôneurs plus ou moins intéressés à la chose, par des adeptes enthousiastes jusqu’à l’exagération, disons mieux, jusqu’à la servilité. […] Si nos discussions, déjà anciennes, avec M. Pasteur, ont pu contribuer en quoi que ce soit à lui faire obtenir un si magnifique résultat, nous nous en réjouissons du fond du cœur, et nous oublions volontiers qu’il a été pour nous un adversaire âpre et peu courtois. »

[réf. nécessaire]
Le 17 octobre 1885, il meurt à Toulouse.

## Publications
Nicolas Joly est l'auteur de nombreuses publications et de rapports ou notes académiques :
- Le colonel Gleizes, sa vie et ses travaux, Description matérielle : 28 p., Description : Note : Reproduction modifiée du discours précédent[Lequel ?], Édition : Toulouse : impr. de Rouget frères et Delahaut, 1865
- Études d'anatomie philosophique sur la main et le pied de l'homme et sur les extrémités des mammifères ramenées au type pentadactyle, par les professeurs N. Joly et A. Lavocat,..., Description matérielle : In-8°, 51 p., pl., Édition : Toulouse : impr. de A. Chauvin, 1853
- Examen critique du mémoire de M. Pasteur relatif aux générations spontanées, et couronné par l'Académie des sciences de Paris, dans sa séance du 29 décembre 1862, Description matérielle : 27 p., Description : Note : Extrait des Mémoires de l'Académie impériale des sciences de Toulouse, 6e série, T. I, p. 215, Édition : Toulouse : impr. de C. Douladoure, [1863]
- Geoffroy Saint-Hilaire (Étienne), par M. Joly,... - Geoffroy-Chateau (Marc-Antoine), par M. Moquin-Tandon,..., Description matérielle : In-4°, 20 p., Description : Note : Extrait de la Biographie universelle Michaud... T. XVI, Suivi de Geoffroy-Château Marc-Antoine, par Moquin-Tandon. - Extrait de la Biographie universelle..., Édition : Paris : impr. de H. Plon, 1856
- Haute antiquité du genre humain, discours prononcé à la séance publique de l'Académie impériale des sciences, inscriptions et belles-lettres de Toulouse, Description matérielle : 15 p., Description : Note : Extrait des Mémoires de l'Académie impériale des sciences, inscriptions et belles-lettres de Toulouse, 7e série, T. I, Édition : Toulouse : impr. Douladoure, de Rouget frères et Delahaut, [1869]
- L'homme avant les métaux, Description matérielle : VIII-328-32 p.-[1] f. de front., Édition : Paris : F. Alcan, 1885
- Lettres à Églé sur l'anatomie et la physiologie comparées, Description matérielle : 28 p., Édition : Toulouse : impr. de J.-M. Douladoure, DL 1857
- Note sur les progrès de l'hétérogénie au sein même de l'Institut de France, de l'Académie impériale de médecine de Paris, de l'Institut royal lombard, etc., nouveaux faits confirmatifs en faveur de la génération spontanée, Description matérielle : 4 p., Description : Note : Extrait des Mémoires de l'Académie impériale des sciences de Toulouse, 6e série, T. VI, 1868, Édition : Toulouse : impr. Douladoure, de Rouget frères et Delahaut, [1868]
- Notice sur deux livres rarissimes qui font partie de ma bibliothèque, accompagnée de Pensées inédites de La Beaumelle et d'une lettre autographe de La Condamine, relative à la première incarcération de l'auteur des Pensées à la Bastille, Description matérielle : 36 p., Description : Note : Extrait des Mémoires de l'Académie impériale des sciences, inscriptions et belles-lettres de Toulouse, 7e série, T. II, p. 194-227, Édition : Toulouse : Rouget frères et Delahaut, 1870
- Projet d'acclimatation du llama et de l'alpaca du Pérou dans les Pyrénées françaises, Description matérielle : 15 p., Description : Note : Extrait du Journal d'agriculture pratique et d'économie rurale, mai et juin 1869, Édition : Toulouse : impr. Douladoure, de Rouget frères et Delahaut, [1869]
- Rapport sur deux petites éducations de vers à soie japonais, suivi de Quelques réflexions sur l'emploi du microscope appliqué à la sériciculture, Description matérielle : 7 p., Description : Note : Extrait du Journal d'agriculture pratique et d'économie rurale, mai et juin 1869, Édition : Toulouse : impr. de Rouget frères et Delahaut, DL 1869
- Rapport sur un projet d'acclimatation du lama péruvien dans les Pyrénées françaises, Description matérielle : 11 p., Description : Note : Extrait du Journal d'agriculture pratique et d'économie rurale, janvier 1870, Édition : Toulouse : impr. Douladoure, de Rouget frères et Delahaut, [1870]
- La girafe, Notice sur l'histoire, les mœurs et l'organisation de la girafe - [1], Description matérielle : 1 vol. (127 p.), Description : Note : Notice réd. d'après la couv. - Contient le fac-similé de : Notice sur l'histoire, les mœurs et l'organisation de la girafe de Nicolas Joly et le fac-similé des planches de : Recherches historiques, zoologiques, anatomiques et paléontologiques sur la girafe de Nicolas Joly. - Bibliogr. p. 125, Édition : [Toulouse] : les Éd. du Muséum, impr. 2008
- La girafe, Recherches historiques, zoologiques, anatomiques et paléontologiques sur la girafe. - [2], Description matérielle : 1 vol. (127 p.); Description : Note : Notice réd. d'après la couv. - Contient le fac-similé de : Notice sur l'histoire, les mœurs et l'organisation de la girafe de Nicolas Joly et le fac-similé des planches de : Recherches historiques, zoologiques, anatomiques et paléontologiques sur la girafe de Nicolas Joly. - Bibliogr. p. 125; Édition : [Toulouse] : les Éd. du Muséum, impr. 2008
- Académie des sciences, inscriptions et belles-lettres de Toulouse. Rapport général sur le concours de 1880 pour le grand prix annuel et les médailles d'encouragement (classes des sciences et des lettres), par M. le Dr N. Joly,...; Description matérielle : In-8°, 22 p.; Édition : (s. l. n. d.)
- L'Agriculture aux prises avec les insectes, ou Imprévoyance et châtiment, par M. le professeur N. Joly,..., Description matérielle : In-8°, 24 p., Description : Note : Extrait du Journal d'agriculture pratique et d'économie rurale pour le midi de la France, avril 1864, p. 137-160, Édition : Toulouse : impr. de Rouget frères et Delahaut, 1864
- Analyse du rapport de M. Coumes sur la pisciculture et la pêche fluviale en Angleterre, en Écosse et en Irlande, par le Dr N. Joly,..., Description matérielle : In-8°, 8 p., Description : Note : Extrait du Journal d'agriculture pratique pour le midi de la France, juillet 1863, Édition : Toulouse : impr. de C. Douladoure, (s. d.)
- Causerie sur la pisciculture, par le Dr N. Joly,..., Description matérielle : In-8°, 11 p., Description : Note : Extrait du Journal d'agriculture pratique pour le midi de la France, mars 1863, Édition : Toulouse : impr. de Douladoure, (s. d.)
- Concours régional de Toulouse, rapport de M. le Dr Joly,..., Description matérielle : In-8°, 11 p., Description : Note : Extrait du Journal d'agriculture pratique pour le midi de la France, juin 1861, Édition : Toulouse : impr. de C. Douladoure, (s. d.)
- Conférence publique sur l'hétérogénie ou génération spontanée, faite à la Faculté de médecine de Paris, le 28 juin 1864, par le Dr N. Joly,..., Description matérielle : In-8°, 40 p., Édition : Paris : G. Baillière, 1864 (2e éd.)
- Conférence publique sur l'hétérogénie ou génération spontanée, faite à la Faculté de médecine de Paris, le 28 juin 1864, par le Dr N. Joly,..., Description matérielle : In-8°, 40 p., Édition : Paris : G. Baillière, 1864
- Conférence publique sur l'hétérogénie ou génération spontanée, faite à la Faculté de médecine de Paris, le 28 juin 1864, par le Dr N. Joly,..., Description matérielle : In-8°, 40 p., Édition : Paris : G. Baillière, 1864. 3e éd.
- La Construction allemande ramenée à un principe unique, par M. N. Joly,..., Description matérielle : In-8°, 15 p., Description : Note : Extrait des Mémoires de l'Académie des sciences de Toulouse, Édition : Toulouse : impr. de J.-M. Douladoure, (1854)
- La Construction allemande ramenée à un principe unique, par M. N. Joly,..., Description matérielle : In-12, 24 p., Édition : Toulouse : E. Privat, 1854. 2e éd.
- Contribution à l'histoire naturelle et à l'anatomie des Éphémérines, par le Dr N. Joly,... et E. Joly,..., Description matérielle : In-8°, 26 p. et pl., Description : Note : Extrait de la Revue des sciences naturelles, T. V, décembre 1876, Édition : Montpellier : impr. de Boehm et fils, (s. d.)
- Coup d'œil sur les origines de la pisciculture fluviale et sur l'état actuel de cette industrie en France, par M. le professeur N. Joly,..., Description matérielle : In-8°, 31 p., Description : Note : Extrait du Journal d'agriculture pratique pour le midi de la France, juin 1866, Édition : Toulouse : impr. de Rouget frères et Delahaut, (s. d.)
- Crème d'huile de foie de morue solidifiée de N. Joly, Description matérielle : 2 pièces in-4°, Édition : Paris : impr. de Dubuisson, (1866)
- Éloge de M. Frédéric Petit,... par M. N. Joly,..., Description matérielle : In-8°, 16 p., Description : Note : Extrait du Journal d'agriculture pratique et d'économie rurale pour le midi de la France, janvier 1866, Le titre de départ porte en plus : par N. Joly. Extrait du Journal d'agriculture pratique et d'économie rurale pour le midi de la France, janvier 1866, Édition : Toulouse : Impr. de Rouget frères et Delahaut (1866)
- Éloge historique d'Aloys Senefelder, inventeur de la lithographie, par M. le professeur N. Joly,..., Description matérielle : In-8°, 29 p., Description : Note : Extrait des Mémoires de l'Académie royale des sciences de Toulouse, Lu dans la séance du 4 février 1847, Édition : Toulouse : impr. de J.-M. Douladoure, (s. d.)
- Éloge historique d'Alyre Raffeneau Delille, professeur de botanique à la Faculté de médecine de Montpellier,... par le Dr N. Joly, Description matérielle : In-8°, 32 p., Description : Note : Extrait des Mémoires de l'Académie impériale des sciences de Toulouse, 5e série, T. III, p. 63, Édition : Toulouse : impr. de Douladoure frères, (1859)
- Éloge historique d'Isidore Geoffroy-Saint-Hilaire, par le Dr N. Joly, Description matérielle : In-8°, 24 p., Description : Note : Extrait des Mémoires de l'Académie impériale des sciences de Toulouse, 6e série, T. I, p. 1, Le titre de départ, page 3, porte : Extrait des Mémoires de l'académie... des sciences de Toulouse... Éloge... par le Dr N. Joly, Édition : Toulouse : impr. de C. Douladoure, (1863)
- Éloge historique du Colonel Gleizes, Description matérielle : In-8°, 15 p.; Description : Note : Lu dans la séance du 1er juin 1865. - Extrait des "Mémoires de l'Académie impériale des Sciences, Inscriptions et Belles-Lettres de Toulouse", Édition : Toulouse : impr. de Rouget frères et Delahaut, (1865)
- Esquirol (Jean-Étienne-Dominique), par M. Joly,..., Description matérielle : In-4°, 11 p., Description : Note : Extrait de la Biographie universelle Michaud, Édition : Paris : impr. de H. Plon, 1855
- Essai de réponse à ces trois questions : 1er l'acclimatation, la culture et la domestication de nouvelles espèces, soit animales, soit végétales, sont-elles possibles ? 2e sont-elles utiles ? 3e sont-elles nécessaires ? Par M. le Dr N. Joly,..., Description matérielle : In-8°, 53 p., Édition : Toulouse : impr. de Bonnal et Gibrac, (1858)
- Établissement d'un nouveau genre tératologique, pour lequel l'auteur propose le nom de Rhinodyme, Description matérielle : In-8°, 7 p., planche, Description : Note : Extrait des Mémoires de l'Académie impériale des sciences de Toulouse, Édition : Toulouse : impr. de Douladoure père, (1858)
- Étude du Phycomices nitens (Kunze), par MM. N. Joly et D. Clos, Description matérielle : In-8°, 6 p., Description : Note : Extrait des Mémoires de l'Académie des sciences, inscriptions et belles-lettres de Toulouse, lu dans la séance du 7 décembre 1865, Édition : Toulouse : impr. de Rouget frères et Delahaut, (s. d.)
- Études de psychologie comparée sur l'intelligence et l'instinct des animaux, par le Dr N. Joly, Description matérielle : In-8°, 34 p., Description : Note : Extrait des Mémoires de l'Académie des sciences, inscriptions et belles-lettres de Toulouse, 7e série, T. VIII, Édition : Toulouse : impr. de L. et J.-M. Douladoure, (1876)
- Études sur la structure, le développement, la nutrition et la régénération des os, suivies de nouvelles expériences sur la coloration des os et des dents, au moyen du régime garancé, par MM. N. et E. Joly, Description matérielle : In-12, 23 p., Description : Note : Extrait des Mémoires de l'Académie impériale des sciences, inscriptions et belles-lettres de Toulouse, 6e série, T. III, p. 136-156; Édition : Toulouse : impr. de Rouget frères et Delahaut, (1865)
- Études sur l'embryogénie des Éphémères, notamment chez la Palingenia Virgo , par le Dr N. Joly,..., Description matérielle : In-8°, 12 p., Description : Note : Extrait des Mémoires de l'Académie des sciences, inscriptions et belles-lettres de Toulouse, Édition : Toulouse : impr. de L. et J.-M. Douladoure, (1876)
- Études sur l'épizootie encore régnante chez les vers à soie du mûrier, état actuel de la question, par le Dr N. Joly,..., Description matérielle : In-18, 35 p., Description : Note : Extrait du Journal d'agriculture pratique et d'économie rurale pour le midi de la France, mai et juin 1876, Édition : Toulouse : impr. de L. et J.-M. Douladoure, (s. d.)
- Études sur les mœurs, le développement et les métamorphoses d'un petit poisson chinois du genre macrapode (Macrapodus Paradisi, Nobis), par M. N. Joly, Description matérielle : In-8°, 31 p. et planche, Description : Note : Extrait de la Revue des sciences naturelles, Édition : Montpellier : impr. de Boehm et fils, 1873
- Études sur les mœurs, le développement et les métamorphoses d'un petit poisson chinois du genre macrapode (Macrapodus Paradisi, Nobis), par M. N. Joly, Description matérielle : In-8°, 31 p. et planche, Description : Note : Extrait des Mémoires de l'Académie des sciences, inscriptions et belles-lettres de Toulouse, 7e série, T. V, p. 312-340, Édition : Toulouse : impr. de Douladoure, (1873)
- Études sur quelques monstruosités récemment observées chez nos animaux domestiques (agneau déradelphe, agneau triocéphale, cochon et veau polydactyles, mule fissipède). Par M. N. Joly,..., Description matérielle : In-8°, 8 p., Édition : (Toulouse,) : impr. de Bonnal et Gibrac, (1854)
- Études sur un monstre exencéphalien né à Toulouse et affecté tout à la fois de polydactylie, d'hermaphrodisme, de pied bot et d'inversion splanchnique générale, par le Dr N. Joly. - Note sur un enfant notencéphale né à Toulouse, le 17 janvier 1866, par le Dr N. Joly, Description matérielle : In-8°, 16 p., planche, Description : Note : Extrait des Mémoires de l'Académie impériale des sciences, inscriptions et belles-lettres de Toulouse, Édition : Toulouse : impr. de Rouget frères et Delahaut, (s. d.)
- Étude sur les métamorphoses des axolotls du Mexique (Siredon mexicanus, Shaw), développement et rotation de leur embryon dans l'œuf, par N. Joly,..., Description matérielle : In-8°, 25 p., pl., Édition : Montpellier : impr. de Boehm et fils, 1872, Auteur du texte : Nicolas Joly (1812-1885)
- Examen critique du mémoire de M. Pasteur,... ayant pour titre : Nouvelles études sur la maladie des vers à soie, par M. le professeur N. Joly,..., Description matérielle : In-8°, 24 p., Description : Note : Extrait du Journal d'agriculture pratique et d'économie rurale pour le midi de la France, septembre 1866, Édition : Toulouse : impr. de Rouget frères et Delahaut, (s. d.)
- Examen critique du mémoire de M. Pasteur relatif aux générations spontanées, et couronné par l'Académie des sciences de Paris, dans sa séance du 29 décembre 1862, par le docteur N. Joly,..., Description matérielle : In-4°, 15 p., Description : Note : Extrait du Moniteur scientifique Quesneville, livraison du 1er juillet 1863, Édition : Paris : impr. de Renou et Maulde, (1863)
- Exposé sommaire de la doctrine de Charles Darwin, objections faites ou à faire à cette même doctrine, par le professeur N. Joly,..., Description matérielle : In-8°, 35 p., Description : Note : Extrait des Mémoires de l'Académie des sciences, inscriptions et belles-lettres de Toulouse, Édition : Toulouse : impr. de Douladoure, (1880)
- La Génération spontanée, par le Dr N. Joly,... 2e conférence faite à Paris, le 1er mars 1865, Description matérielle : In-8°, 47 p., Édition : Paris : G. Baillière, 1865
- Grammaire allemande simplifiée, à l'usage des élèves des lycées et des candidats aux écoles du Gouvernement, par le Dr N. Joly,... Première partie, Description matérielle : In-18, XII-148 p., Édition : Toulouse : E. Privat, 1855
- L'homme avant les métaux, Description matérielle : VIII-328 p., Édition : Paris : G. Baillière, 1879
- L'homme avant les métaux, 3e éd., Description matérielle : VIII-328 p., Édition : Paris : G. Baillière, 1881
- Inauguration du buste de J.-M. Delpech dans la salle des Illustres, au Capitole de Toulouse. Éloge de ce grand chirurgien prononcé, le 5 mai 1872, Description matérielle : 47 p., Édition : Toulouse : impr. de Vialelle, 1872
- Une Lacune dans la série tératologique remplie par la découverte du genre iléadelphe, par le Dr N. Joly, Description matérielle : In-8°, 8 p. et pl., Description : Note : Extrait des Mémoires de l'Académie des sciences, inscriptions et belles-lettres de Toulouse, Édition : Toulouse : impr. de L. et J.-M. Douladoure, (1876)
- Note sur des axolotls nés à la ménagerie des reptiles du Muséum d'histoire naturelle de Paris et rapportés vivants à Toulouse, par le Dr N. Joly, Description matérielle : In-8°, 8 p., Description : Note : Extrait des Mémoires de l'Académie impériale des sciences, inscriptions et belles-lettres de Toulouse, 6e série. T. VI, Édition : Toulouse : impr. de Rouget frères et Delahaut, (1868)
- Note sur le soufrage appliqué aux vers à soie atteints de gattine et de muscardine, par le Dr N. Joly,... lue à la Société d'agriculture de la Haute-Garonne, le 13 février 1858, Description matérielle : In-8°, 6 p., Description : Note : Extrait du Journal d'agriculture pratique pour le midi de la France, avril 1858, Édition : Toulouse : impr. de Douladoure frères, (s. d.)
- Extrait des Mémoires de l'Académie des Sciences. Inscriptions et Belles-Lettres de Toulouse, 7e série, tome IV, pages 1-12. Notice biographique sur le Dr Auguste Larrey, Description matérielle : In-8°, 12 p., Description : Note : Extrait des Mémoires de l'Académie des Sciences. Inscriptions et Belles-Lettres de Toulouse, 7e série, tome IV, pages 1-12, Édition : Toulouse : impr. de L. et J.-M. Douladoure, (1872), Auteur du texte : Nicolas Joly (1812-1885)
- Notice biographique sur M. Joseph-Gustave Fouque, Description matérielle : 1 vol. (8 p.), Édition : Toulouse : impr. de L. et J.-M. Douladoure, 1874, Auteur du texte : Nicolas Joly (1812-1885), Éditeur scientifique : Société d'agriculture de la Haute-Garonne
- Notice sur la vie et les ouvrages d'Esquirol, Description matérielle : 18 p., Description : Note : 1854 d'après le dépôt légal. - Extrait de la Gazette médicale de Toulouse, Édition : Toulouse : impr. Bonnal et Gibrac, [1854]
- Notice sur la vie et les ouvrages d'Esquirol, Description matérielle : 18 p., Description : Note : Extrait de la Gazette médicale de Toulouse, Édition : Toulouse : impr. de Bonnal et Gibrac, [1854]
- Notice sur les travaux scientifiques de M. N. Joly,..., Description matérielle : In-4°, 48 p., Édition : Toulouse : impr. de Bonnal et Gibrac, 1862
- Notice sur les travaux scientifiques et sur les titres universitaires et académiques du Dr N. Joly,... candidat à la place de correspondant de l'Institut... (25 mai 1874), Description matérielle : In-4°, 20 p., Description : Note : La couverture imprimée sert de titre, Édition : Toulouse : impr. de L. et J.-M. Douladoure, (1874)
- Notice sur l'histoire, les mœurs et l'organisation de la girafe... par M. Joly,..., Description matérielle : In-8°, 31 p. et pl., Édition : Toulouse : impr. de A. Manavit, 1844
- Nouvelles expériences sur les effets de la garance mêlée aux aliments des mammifères et des oiseaux granivores, par le Dr N. Joly. - Compte-rendu d'une éducation hivernale du Bombyx arrindia (ou ver à soie du ricin) faite à Toulouse par M. le Dr N. Joly, avec la collaboration de MM. Guy aîné et Félix Bernady, Description matérielle : In-8°, 8 p., Description : Note : Extrait des Mémoires de l'Académie impériale des sciences de Toulouse, 5e série, T. IV, p. 505, 515, Édition : Toulouse : impr. de C. Douladoure, (1860)
- Nouvelles recherches sur les mouvemens du camphre et de quelques autres corps placés à la surface de l'eau et du mercure, mémoire présenté à l'Académie des sciences de Paris, le 19 avril 1841, par MM. N. Joly et Boisgiraud aîné..., Description matérielle : In-8°, 54 p., Édition : Paris : Roret, 1842
- Observations nouvelles sur la présence des corpuscules de Cornalia et sur celle des bactéries chez les vers à soie atteints de la maladie régnante, par M. le Dr N. Joly,..., Description matérielle : In-8°, 6 p., Description : Note : Extrait du Journal d'agriculture pratique et d'économie rurale pour le midi de la France, avril 1862; Édition : Toulouse : impr. de Douladoure, (s. d.)
- Observations sur le rapport fait au nom de la sous-commission chargée par l'Académie d'étudier la maladie des vers à soie dans le midi de la France... par le Dr N. Joly, Description matérielle : In-8°, 7 p., Description : Note : Extrait des Mémoires de l'Académie impériale des sciences de Toulouse, 5e série, T. III, p. 215; Édition : Toulouse : impr. de Douladoure frères, (1869)
- Rapport de la commission chargée d'examiner les mémoires envoyés au concours pour le prix à décerner en 1866 [sur les insectes nuisibles à l'agriculture dans la Haute-Garonne], lu... le 27 mai 1866, par M. N. Joly, Description matérielle : In-8°, 9 p., Description : Note : Extrait des Mémoires de l'Académie impériale des sciences de Toulouse, Édition : Toulouse : impr. de Rouget frères et Delahaut, (s. d.)
- Rapport de la commission des médailles d'encouragement (Classe des sciences)... [1859], Description : Note : Extrait des Mémoires de l'Académie impériale des Sciences de Toulouse, Édition : Toulouse, impr. Ch. Douladoure, 1859. - In-8°, 15 p., Auteur du texte : Nicolas Joly (1812-1885)
- Rapport de la commission des médailles d'encouragement (classe des Sciences) [1874], Description : Note : Extrait des Mémoires de l'Académie des Sciences, Inscriptions et Belles-Lettres de Toulouse, Édition : Toulouse, impr. Douladoure, 1874. - In-8°, 13 p.
- Rapport de la commission des médailles d'encouragement (classe des sciences), lu... le 11 juin 1865, par M. N. Joly ; Description matérielle : In-8°, 15 p.; Description : Note : Extrait des Mémoires de l'Académie impériale des sciences, inscriptions et belles-lettres de Toulouse, Édition : (Toulouse, s. d.)
- Rapport fait au nom d'une commission chargée d'examiner les propositions de M. N. Joly, tendant à ce que la société d'agriculture de la Haute-Garonne se fasse affilier à la Société impériale zoologique d'acclimatation siégeant à Paris, lu dans la séance du 28 février 1857. [N. Joly, rapporteur.], Description matérielle : In-8°, 7 p., Description : Note : Extrait du Journal d'agriculture pratique pour le midi de la France, octobre 1857, Édition : Toulouse : impr. de J.-M. Douladoure, (s. d.)
- Rapport sur une proposition de M. le vicomte de Lapasse tendant à fonder un établissement de pisciculture à Toulouse, par M. N. Joly,..., Description matérielle : In-8°, 8 p.; Description : Note : Extrait du Journal d'agriculture pratique pour le midi de la France, août 1862, Édition : Toulouse : impr. de C. Douladoure, (s. d.)
- Recherches historiques, zoologiques, anatomiques et paléontologiques sur la girafe... par MM. N. Joly,... et A. Lavocat,..., Description matérielle : In-4°, 124 p., Description : Note : Extrait des Mémoires de la Société du Muséum d'histoire naturelle de Strasbourg, Édition : Strasbourg : impr. de Vve Berger-Levrault, 1845, Auteur du texte : Nicolas Joly (1812-1885), Achille Lavocat (18..?-18..)
- Réfutation de l'une des expériences capitales de M. Pasteur, suivie d'études physiologiques sur l'hétérogénie, par MM. N. Joly et Ch. Musset, Description matérielle : In-4°, 7 p., Description : Note : Extrait du Moniteur scientifique, Édition : Paris : impr. de Renou et Maulde, (1862)
- Une séance à la Sorbonne, en 1861 (lu à l'Académie des sciences, inscriptions et belles-lettres de Toulouse, le 19 décembre 1861), par M. N. Joly, Description matérielle : In-8°, 15 p., Description : Note : Extrait des Mémoires de l'Académie impériale des sciences de Toulouse, 5e série, T. VI, p. 4, Édition : Toulouse : impr. de C. Douladoure, (s. d.)
- Sériciculture. Nouveau moyen proposé par le professeur Emilio Cornalia, pour distinguer à coup sûr la bonne graine de vers à soie de la mauvaise, réflexions à ce sujet, par le Dr N. Joly,..., Description matérielle : In-8°, 15 p., Description : Note : Extrait du Journal d'agriculture pratique et d'économie rurale pour le midi de la France, octobre 1860 ; Édition : Toulouse : impr. de C. Douladoure, (s. d.)
- Sur deux cas très rares de mélomélie observés chez le mouton, par M. le Dr N. Joly, Description matérielle : In-8°, 12 p. et planche, Description : Note : Extrait des Mémoires de l'Académie impériale des sciences, inscriptions et belles-lettres de Toulouse, 7e série, T. I, p. 99-108, Édition : Toulouse : impr. de Rouget frères et Delahaut, (1869)
- Sur les maladies des vers à soie et sur la coloration des cocons par l'alimentation, au moyen du chica, par le Dr N. Joly,... Mémoire lu à l'Institut, séance du 30 août 1858, Description matérielle : In-8°, 14 p., planche; Description : Note : Extrait du Journal d'agriculture pratique pour le midi de la France, octobre 1858, Édition : Toulouse : impr. de Douladoure frères, (s. d.)
- Sur une nouvelle espèce d'Hæmatozoaire du genre Filaria (filaria cordis phocæ, N. Joly), Description matérielle : 14 p., Description : Note : Extrait des Mémoires de l'Académie impériale des sciences de Toulouse, Édition : Toulouse : impr. de Douladoure père, [18..]
- Viguerie (Guillaume-Charles-Marguerite), par M. N. Joly, Description matérielle : In-4°, 3 p., Description : Note : Extrait de la Biographie universelle Michaud. T. XLIII, Édition : Paris : impr. de H. Plon, (1863)

## Distinction

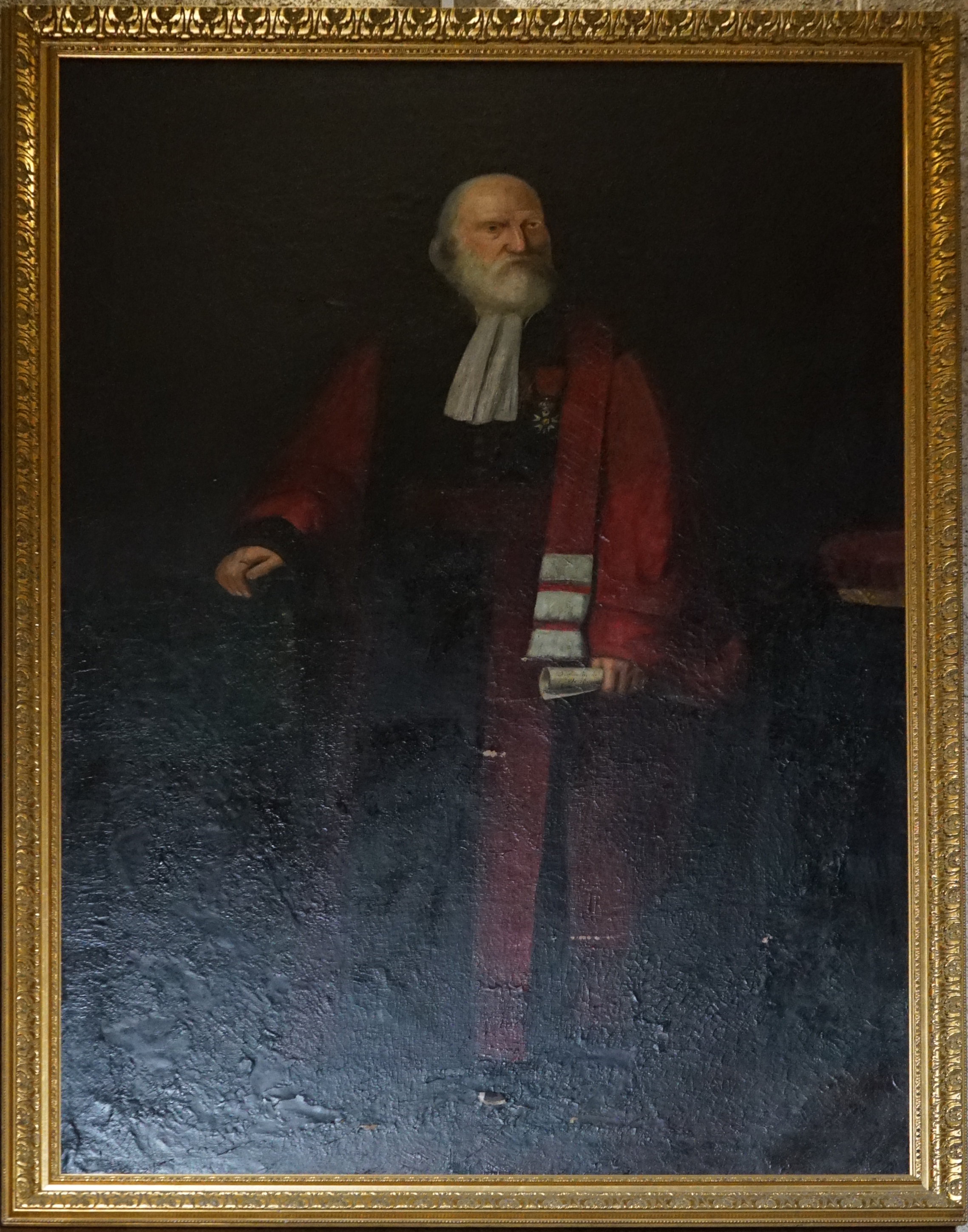
Portait de Nicolas Joly par Antoine-Marie Roucole au Musée de Toul

- Chevalier de la Légion d'honneur en 1865[4]

## Hommage
- Depuis 1886, une rue de Toul porte son nom[5].